# Under the Influence (Alan Jackson)
Under the Influence è l'ottavo album in studio del cantante di musica country statunitense Alan Jackson, pubblicato il 26 ottobre 1999.
Si tratta di un disco di cover del repertorio country.

## Tracce
1. Pop a Top – 3:04 (Nat Stuckey)
2. Farewell Party – 4:07 (Lawton Williams)
3. Kiss an Angel Good Mornin' – 2:04 (Ben Peters)
4. Right in the Palm of Your Hand – 3:38 (Bob McDill)
5. The Blues Man – 7:04 (Hank Williams Jr.)
6. Revenooer Man – 2:32 (Johnny Paycheck)
7. My Own Kind of Hat – 3:22 (Merle Haggard, Red Lane)
8. She Just Started Liking Cheatin' Songs – 2:43 (Kent Robbins)
9. The Way I Am – 3:05 (Sonny Throckmorton)
10. It Must Be Love – 2:53 (Bob McDill)
11. Once You've Had the Best – 4:10 (Johnny Paycheck)
12. Margaritaville (feat. Jimmy Buffett) – 4:15 (Jimmy Buffett)

## Classifiche

### Classifiche settimanali
| Classifica (1999) | Posizione massima |
| ----------------- | ----------------- |
| Stati Uniti       | 9                 |

### Classifiche di fine anno
| Classifica (2000) | Posizione |
| ----------------- | --------- |
| Stati Uniti       | 79        |